# El Tular, Tabasco
El Tular är en ort i Mexiko.   Den ligger i kommunen Cunduacán och delstaten Tabasco, i den sydöstra delen av landet, 600 km öster om huvudstaden Mexico City. El Tular ligger 7 meter över havet och antalet invånare är 2 300.
Terrängen runt El Tular är mycket platt. Runt El Tular är det ganska tätbefolkat, med 166 invånare per kvadratkilometer. Närmaste större samhälle är Cárdenas, 17,4 km söder om El Tular. Trakten runt El Tular består till största delen av jordbruksmark.